# Friedhof Hemmingen-Westerfeld

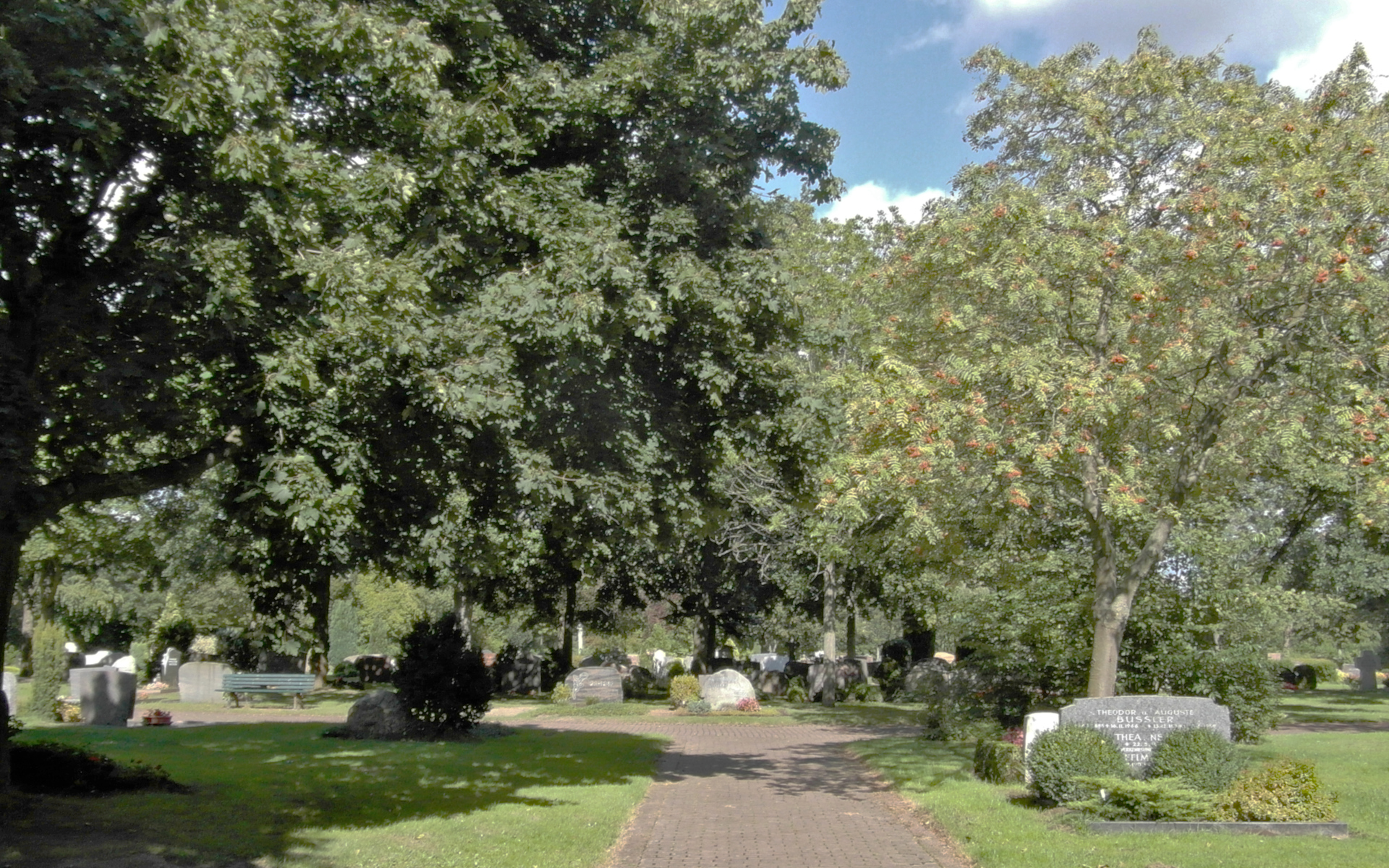
Blick in den nördlichen Teil des Friedhofes

Der Friedhof Hemmingen-Westerfeld an der Straße Am Friedhof Ecke Weetzener Landstraße in Hemmingen, Ortsteil Hemmingen-Westerfeld ist ein Friedhof, dessen südlicher Teil mit der Kapelle in der Denkmaltopographie Bundesrepublik Deutschland als Gartendenkmal ausgewiesen ist.